# Lisa McInerney
Lisa McInerney (ur. 1981 w Galway) – irlandzka pisarka, laureatka Women’s Prize for Fiction.

## Życiorys
Urodziła się w 1981 roku w hrabstwie Galway. Studiowała na University College Cork. Rozpoczęła karierę literacką od prowadzenia popularnego bloga pod nazwą Arse End of Ireland opisującego życie klasy robotniczej w Cork, który służył jej do rozwinięcia warsztatu literackiego. Strona trzykrotnie uzyskała tytuł najlepszego bloga Irlandii.
McInerney zadebiutowała w 2015 roku powieścią Herezje chwalebne. Dzieło zostało wyróżnione nagrodami Women’s Prize for Fiction i Desmond Elliott Prize, a także znalazło się w finale Irish Book Awards i na długiej liście nagrody Dylan Thomas Prize. Jej druga powieść The Blood Miracles (2017), która jest kontynuacją Herezji chwalebnych, przyniosła autorce nagrodę Encore Award. Obie powieści kryminalne dzięki współczesnej tematyce lokalnej, gęstej atmosferze i specyficznemu poczuciu humoru wpisują się w styl Irish Noir.
Dzieła McInerney poruszają lokalną tematykę, często związaną z klasą niższą. Jako znaczącą inspirację dla swojej twórczości wymienia dzieła Huberta Selby. Jej krótkie formy pojawiły się w magazynach „Winter Papers”, „The Stinging Fly”, „Granta” oraz w BBC Radio 4, a także w antologiach The Long Gaze Back i Town and Country.
Mieszka w Galway z mężem i córką.

## Twórczość
- 2015: The Glorious Heresies, wyd. pol.: Herezje chwalebne. Robert Sudół (tłum.). Wydawnictwo Czarna Owca, 2017. ISBN 978-83-8015-627-2. Brak numerów stron w książce
- 2017: The Blood Miracles
- 2021: The Rules of Revelation[3]